# Ngô Xương Văn
Ngô Xương Văn (吳昌文), död 965, var kung av Vietnam 951–954. Hans far var Ngô Quyền men han blev senare adopterad av Dương Tam Kha som han senare avsatte. Han delade makten med sin äldre bror Ngô Xương Ngập.